# 1426 Рівьєра
1426 Рівьєра (1426 Riviera) — астероїд головного поясу, відкритий 1 квітня 1937 року.
Тіссеранів параметр щодо Юпітера — 3,389.